# قدرت تو
«قدرت تو» (انگلیسی: Your Power) ترانه‌ای از خوانندهٔ آمریکایی بیلی آیلیش است. این ترانه در ۲۹ آوریل ۲۰۲۱ توسط دارک‌روم و اینترسکوپ رکوردز به عنوان سومین تک‌آهنگ از دومین آلبوم استودیویی آیلیش، خوشحال‌تر از همیشه (۲۰۲۱) منتشر شد. این ترانه به دست آیلیش و برادرش فینیاس اوکانل نوشته شده و فینیاس تهیه کنندگی آهنگ را بر عهده داشته است.